# Kadokawa Future Publishing
A Kadokawa Future Publishing é o braço editorial da Kadokawa Corporation, que publica mangás, romances, romances leves, revistas, role-playing de mesa e outro tipo de conteúdo com oito empresas diferentes de grifes que se fundiram anteriormente a ela. A empresa costumava ser a primeira iteração da Kadokawa Corporation  e era a controladora das empresas do Grupo Kadokawa, que reuniam várias empresas afiliadas relacionadas à Kadokawa Shoten . Kadokawa Dwango anunciou uma reestruturação em fevereiro de 2019. Em 1 de julho de 2019, a Kadokawa Corporation foi reorganizada; o negócio editorial permaneceu e a empresa foi renomeada para Kadokawa Future Publishing. O próprio Kadokawa Dwango se tornou a segunda iteração da Kadokawa Corporation.

## História
A empresa foi fundada em 2 de abril de 1954 como Kadokawa Shoten. Foi renomeada para Kadokawa Holdings em 1º de abril de 2003, transferindo os negócios de publicação existentes para a Kadokawa Shoten Publishing. A empresa foi novamente renomeada para Kadokawa Group Holdings em 1º de julho de 2006. A empresa herdou os negócios de gerenciamento e integração da Kadokawa Shoten Publishing em janeiro de 2007. Os negócios da revista foram transferidos para o Kadokawa Magazine Group. A empresa foi renomeada para Kadokawa Corporation em 22 de junho de 2013.
Em 1 de outubro de 2013, nove empresas do Grupo Kadokawa ( ASCII Media Works, Chukei Publishing, Enterbrain, Fujimi Shobo, Kadokawa Gakugei Publishing, Kadokawa Production, Kadokawa Magazines, Kadokawa Shoten e Media Factory ) foram fundidas na Kadokawa Corporation. Oito deles operam agora como empresas de marca. A produção de Kadokawa foi dissolvida e integrada à sede geral de negócios de IP. Em 30 de dezembro de 2013, a Kadokawa havia anunciado que a empresa adquiriu 100% da editora Choubunsha.
Em 14 de maio de 2014, foi anunciado que a Kadokawa Corporation e a Dwango, proprietária da Niconico, se uniriam em 1º de outubro de 2014 e formariam a nova holding Kadokawa Dwango . Kadokawa e Dwango se tornaram subsidiárias da nova empresa. Em fevereiro de 2019, a Kadokawa Dwango anunciou que a Dwango agora seria uma subsidiária direta da Kadokawa Corporation em uma reorganização da empresa.
Em 1 de julho de 2019, a Kadokawa Corporation foi reorganizada; o negócio editorial permaneceu e a empresa foi renomeada para Kadokawa Future Publishing. O próprio Kadokawa Dwango se tornou a segunda iteração da Kadokawa Corporation.

### Empresas de marca (divisões)
- Obras de mídia ASCII
- Publicação de Chukei
- Enterbrain
- Fujimi Shobo
- Publicação de Kadokawa Gakugei
- Revistas Kadokawa
- Kadokawa Shoten
- Fábrica de mídia

### Subsidiárias
- Edifício Book Center
- Processo-chave Kadokawa